# Waltércio Caldas
Waltércio Caldas (* 6. November 1946 in Rio de Janeiro) ist ein brasilianischer Bildhauer.

## Leben und Werk
Waltércio Caldas studierte am Museu de Arte Moderna do Rio de Janeiro bei dem brasilianischen Maler (Konkreten Kunst) Ivan Serpa (1923–1973). Caldas begann in den 1960ern in den Bereichen konzeptuelle Kunst, Objekte, Fotografien, Bücher, Zeichnungen und Installationen zu arbeiten. Seit 1975 gibt Caldas mit Cildo Meireles, José Resende und Tunga die Zeitschriften „Malasartes“ und „A parte do Fogo“ heraus.

## Ausstellungen (Auswahl)
- 1992 Kanaal Art Foundation, Kortrijk, Belgien
- 1992 Stedelijk Museum Schiedam, Niederlande
- 1992 documenta IX, Kassel
- 1993 Centre d’art contemporain Genève, Schweiz
- 1983, 1987 und 1996 Biennale von São Paulo, São Paulo
- 1997 Biennale di Venezia, Venedig
- 2008 Stiftung Calouste Gulbenkian, Portugal
- 2008 Waltércio Caldas Centro Galego de Arte Contemporánea, San Sebastian, Spanien[3]
- 2010 Das Verlangen nach Form. Neoconcretismo und zeitgenössische Kunst aus Brasilien, Akademie der Künste, Berlin